# Memoriale del Muro di Berlino

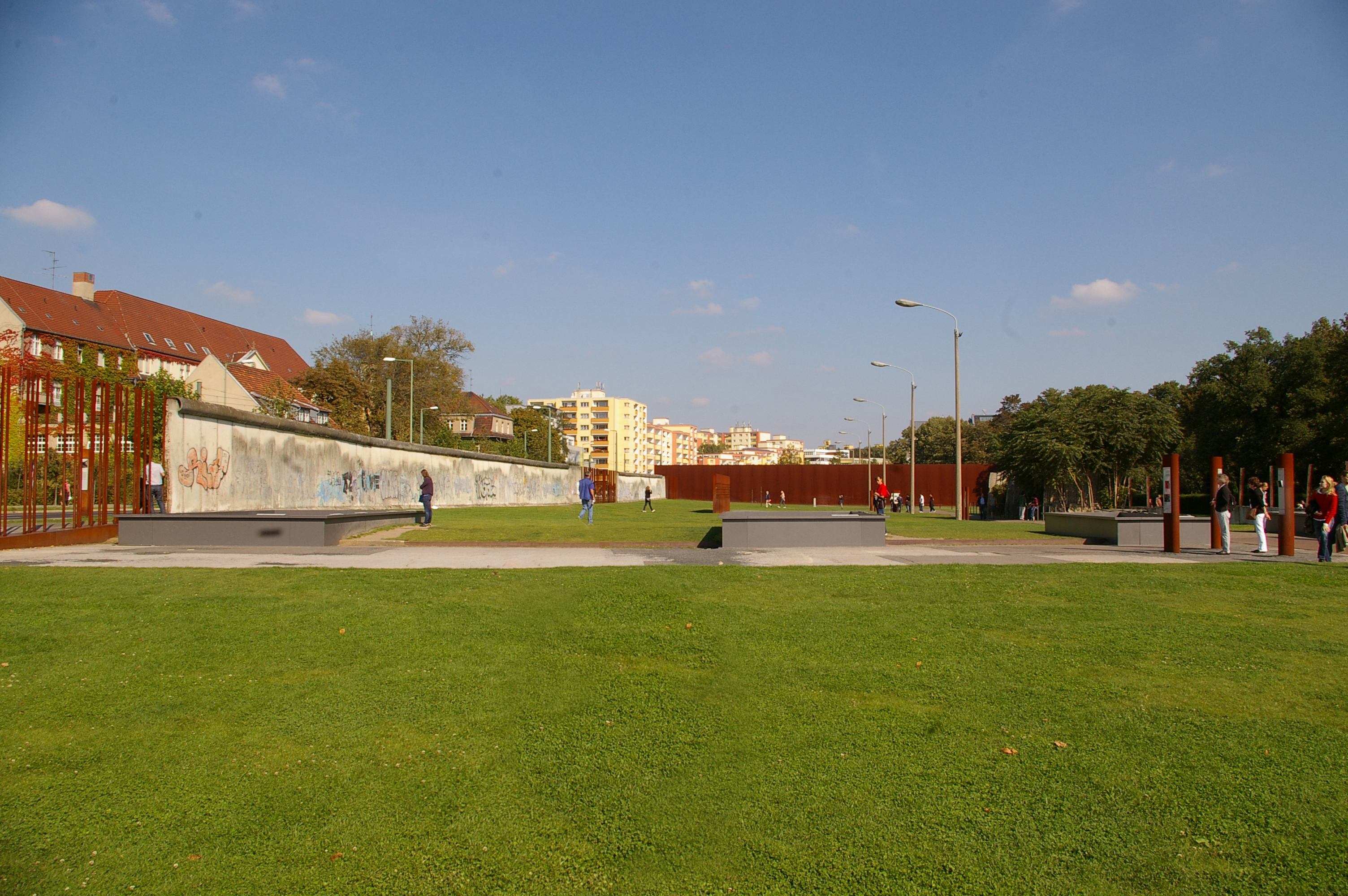
Una vista del memoriale

Il Memoriale del Muro di Berlino (in tedesco Gedenkstätte Berliner Mauer) è un memoriale che ricorda la divisione di Berlino tramite il muro omonimo e rende omaggio alle vittime assassinate che ne furono conseguenza a causa della dittatura dalla quale tentavano di scappare.
Il monumento venne eretto nel 1998 dalla Repubblica Federale Tedesca e dallo stato federale di Berlino. È situato in Bernauer Straße all'angolo con Ackerstraße e comprende la Cappella della Conciliazione, il Centro di Documentazione del Muro di Berlino, una sezione di 60 m del muro, una finestra del ricordo e un centro visitatori.
Almeno 136 persone sono morte durante l'attraversamento del Muro di Berlino fra il 1961 e il 1989. Alcune di loro furono colpite da colpi di arma da fuoco o hanno ricevuto feriti mortali mentre cercavano di scappare. Altre si sono tolte la vita quando si sono rese conto che la loro fuga era ormai fallita. Altre ancora  furono erroneamente identificate come latitanti e uccise sull'istante dalle guardie di frontieriera. In alcuni casi si assistette all'uccisione di persone che già si trovavano all'interno dei confini di  Berlino Ovest. 

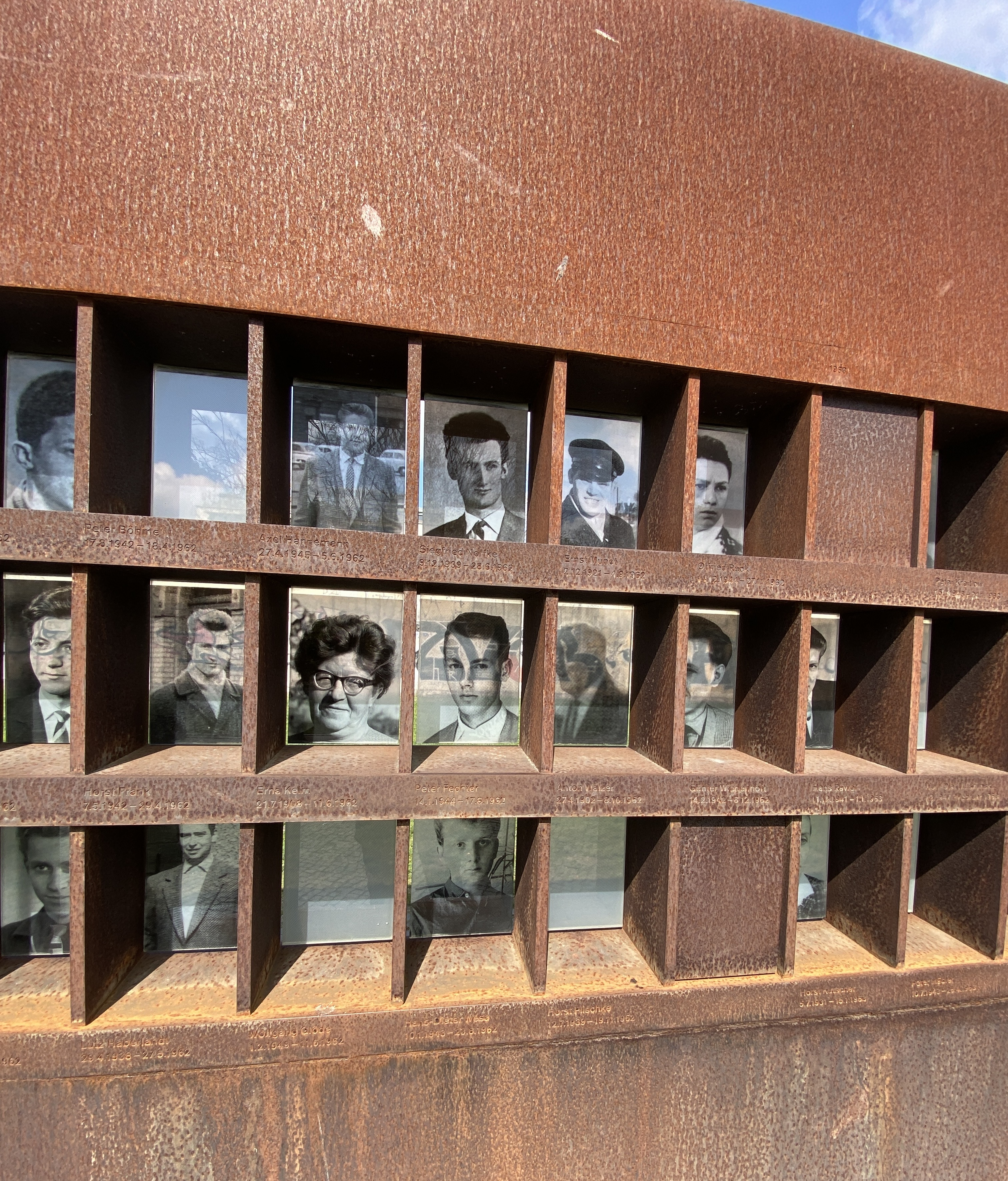
Finestra delle Rimembranza, Memoriale del Muro di Berlino.

Delle persone che sono morte, 98 erano cittadini che dalla DDR fuggivano verso Berlino Ovest. Otto erano cittadini della DDR che non stavano cercando di fuggire.  22 erano invece cittadini di Berlino Ovest che stavano aiutando familiari e amici a fuggire verso Berlino Ovest.  Fra le vittime vi sono 42 bambini e adolescenti. I loro nomi sono elencati nel memoriale. Si ricordi che diverse centinaia di persone sono morte all'interno dei confine tedeschi della DDR fuori Berlino per raggiungere i paesi occidentali.  Il numero esatto di morti causate dal regime di confine della DDR deve ancora essere determinato.